# Олексій Палеолог (мегадукс)
Олексій Палеолог (бл. 1140 — між 1200 та 1202) — державний та військовий діяч Візантійської імперії.

## Життєпис
Походив з аристократичного роду Палеологів. Син Михайла Комніна Палеолога, онук Никифора Палеолога Молодшого та правнук відомого військового очільника Георгія Палеолога. Народився близько 1140 року в Константинополі. Здобув класичну освіту. Не виділявся якимось талантами. Розпочав службу наприкінці правління імператора Мануїла I. Брав участь в інтригах часів Олексія II та Андроніка I. зумів врятуватися під час репресій останнього.
Був одним з учасників заколоту Ісаака Ангела. У 1193 році той призначив Олексія Палеолога мегадуксом, тобто командуючим усім візантійським флотом. Якихось відомих реформ не здійснив, про його дії на цій посаді відомостей обмаль. 1195 році втратив посаду (причини достеменно невідомі). Можливо невдачі з піратами. Помер між 1200 та 1202 роками.

## Родина
Дружина — Ірина Комніна, донька себаста Іоанна Кантакузина та Марії Комніни
Діти:
- Михайло
- Андронік (бл. 1190—1248/1252), великий доместік Нікейської імперії